# House of Hardcore
House of Hardcore (HOH) es una promoción de lucha libre estadounidense fundada por el luchador profesional Tommy Dreamer. Su lema es "No hay política, no BS, solo lucha". En su historia, HOH ha realizado eventos en once estados y tres diferentes países.

## Historia
El 21 de junio de 2012, el luchador profesional Tommy Dreamer comenzó a promocionar House of Hardcore en su cuenta de Twitter. En las semanas posteriores, se revelaría que HOH es una escuela de lucha dirigida por Dreamer, Hale Collins y Vik Dalishus, con sede en el Mid-Hudson Civic Center en Poughkeepsie, Nueva York, que también organizará un evento el 6 de octubre de 2012. Soñador Quería una promoción con el espíritu de ECW, una antigua promoción donde trabajaba Dreamer y House of Hardcore era el nombre de la escuela de ECW.
Con el éxito del primer programa, la promoción ha continuado organizando eventos, aunque la escuela de lucha cesara sus operaciones en 2016 después de los problemas de construcción.
En su historia, HOH ha trabajado con Family Wrestling Entertainment, Combat Zone Wrestling, Impact Wrestling, Outback Championship Wrestling, Reality of Wrestling, International Wrestling Cartel, MCW Pro Wrestling, Aussie All Pro, National Wrestling Alliance y Ring of Honor. En el primer evento, el FWE Heavyweight Championship, ostentado por Dreamer, fue defendido contra Carlito Colón y Mike Knox. El 9 de noviembre de 2013, el luchador de TNA Bully Ray hizo su debut en la compañía para atacar a Dreamer y promover el PPV de TNA Old School. Además, por primera vez, durante House of Hardcore III, dos luchadores italianos compitieron en el programa: King Danza y D3. Los únicos miembros de la lista que aparecen en todos los shows de HOH son Dreamer y el anunciador Vic Travagliante hasta enero de 2017, cuando Travagliante se unió a WWE.
Luego de los eventos de House of Hardcore IV, donde Bully Ray fue retirado del programa por Total Nonstop Action Wrestling, Dreamer, que representaba a HOH, se uniría a Bully Ray y Devon en su pelea con Dixie Carter, Ethan Carter III y sus asociados. el feudo terminó el 7 de agosto de 2014 en un show semanal de Impact Wrestling cuando Bully Ray puso Dixie sobre una mesa. Después de esta pelea, Dreamer continuaría representando a HOH en TNA en combates con Bobby Lashley, Team 3D, Magnus, Bram y Eric Young.
El 7 de agosto de 2014, la promoción apareció en el episodio "The Lost Boy" en la serie de TruTV Impractical Jokers. El castigo de Q por perder estaba bajo la especulación de que se unía a un musical, vistiéndose como Peter Pan y luchando contra Dreamer frente a una multitud que lo odiaba por insultarlo. La aparición fue grabada el 6 de junio de 2014 en House of Hardcore IV.
El 13 de abril de 2015, HOH anunció que presentaría su primer show internacional que se celebrará en Toronto, Ontario, el 18 de julio. Tres días después, House of Hardcore anunció un acuerdo de televisión global con Fight Network. A partir del 12 de mayo, HOH transmitirá diez programas de una hora con los mejores momentos de todos los eventos de House of Hardcore hasta la fecha. House of Hardcore en Fight Network se emitió en Optimum TV, Grande Communications, Shentel Cable y en Armstrong Cable de Cablevision en los EE. UU., En todo el país en Canadá, en dispositivos Roku en América del Norte y en más de 30 países de Europa, África y Oriente Medio.
El episodio del 30 de noviembre de 2015 de WWE Raw presentó como sorpresa a Dreamer, con su atuendo HOH, que regresó a la WWE para ayudar a The Dudley Boyz y Rhyno contra The Wyatt Family. El breve tiempo de Dreamer con la WWE terminó en enero de 2016, ya que un compromiso más prolongado habría obligado a HOH a cerrar.
En junio de 2016, Dreamer se asoció con Outback Championship Wrestling para llevar HOH a Australia.. Con el éxito de ese evento, HOH volvería a Australia para múltiples eventos en junio de 2017 con Aussie All Pro.
El 20 de noviembre de 2016, HOH anunció un acuerdo con FloSlam para la transmisión en vivo de eventos (a partir de diciembre de 2016) y acceso a pedido a algunos eventos archivados. En marzo de 2017, HOH y FloSlam extendieron su acuerdo para cubrir eventos hasta mayo de 2017.
El 5 de junio de 2017, House of Hardcore y ProWrestlingTees.com anunciaron que se unieron para una promoción llamada "Summer of Hardcore". Con esta promoción, los fanáticos podrían comprar de 12 diseños anteriores de camisetas de HOH. El "Summer of Hardcore" se extendió hasta el 1 de septiembre. En respuesta al huracán Harvey, HOH anunció una promoción del Día del Trabajo en la que coincidiría con cada pedido en ProWrestlingTees.com y enviaría camisetas a las víctimas de la tormenta. La tienda de HOH continúa abierta.
El 8 de octubre de 2017, Dreamer anunció en New York Comic Con una asociación exclusiva por varios años con Twitch.tv y HOH. La transmisión oficial en vivo del contenido sería House of Hardcore 35 y el contenido sería agregado semanalmente. Esto ahora haría que HOH se centrase en los argumentos y la futura creación de los campeonatos de House of Hardcore. Además, HOH ejecutaría más programas, incluso durante Wrestlemania weekend.
El primer episodio de 'House of Hardcore TV se emitió en Twitch.tv el 8 de noviembre de 2017. El programa que no tenía una duración determinada se emite los miércoles a las 9 PM EST. Los episodios suelen presentar exageraciones para eventos futuros, resúmenes de eventos pasados y una coincidencia mostrada del archivo HOH. Uno de los objetivos del programa es "contar historias reales de luchadores" en parte haciendo que creen sus propios segmentos de promoción. Comenzando con el episodio del 18 de julio de 2018, el formato del programa de televisión de HOH cambiaría a Dreamer con una sesión de preguntas y respuestas en vivo con algunos invitados y discutiendo HOH y otros temas. Además, en lugar de transmitir eventos en vivo, los shows de HOH se mostrarán mensualmente luego de un tiempo para la postproducción.
A partir de enero de 2018, Dreamer, además de operar HOH, comenzó a trabajar en el backstage de Impact Wrestling. Como parte de esto, Dreamer y HOH ayudaron a producir el 6 de abril de 2018 Twitch.tv Impact Wrestling vs. Lucha Underground, y comenzando con House of Hardcore 40 incluiría promos y luchas de los eventos de HOH que se presentaron en los episodios de Impact!. ¡Dreamer también se involucró en la pelea de Eddie Edwards vs Sami Callihan en Impact! y en un House of Hardcore Match en Redemption. Eventualmente, la participación de Dreamer en la disputa lo llevaría a problemas con Edwards, donde enfrentaría a Dreamer en House of Hardcore 43 Ellos resolverían sus problemas en un partido de House of Hardcore en Slammiversary XVI.
Después de disputar combates de un torneo en las ediciones House of Hardcore 37 y House of Hardcore 39, HOH coronaría a su primer campeón en House of Hardcore 40 cuando Willie Mack ganó el Twitch Television Championship de HOH. El título ha sido defendido en América, Canadá y Australia. El 6 de septiembre de 2018, el título se defendería en Dragon Gate en Korakuen Hall en Tokio, Japón, cuando Mack derrotó a Shun Skywalker. El 31 de diciembre de 2018, Mack defendería con éxito el título contra Tommy Dreamer en Baldwin Park, California, por Bar Wrestling.
El 25 de marzo de 2019, RetroSoft Studios anunció que House of Hardcore, Tommy Dreamer y el HOH Twitch Television Championship se incluirán en su próximo juego RetroMania Wrestling. El juego, que es un sucesor espiritual de WWF WrestleFest, ya ha anunciado a Zack Saber Jr, The Road Warriors y Austin Idol como parte de la lista. El juego, que actualmente está programado para lanzarse a principios de 2020, también contará con una arena HOH para combates.

## Lista de Eventos de House of Hardcore
House of Hardcore ha producido 52 eventos cronológicos adicionales a 1 evento de caridad. El primer evento tuvo lugar el 6 de octubre de 2012 en Poughkeepsie, Nueva York, en el Mid-Hudson Civic Center. Actualmente, hay 4 eventos próximos, HOH 53, HOH 54 y HOH 55, además de un segundo evento de caridad, que tendrá lugar el 1 de junio, 8 de junio, 9 de junio y 15 de junio de 2019, respectivamente.

## Campeonatos
| Campeonato                         | Campeón     | Anterior | Fecha              | Días  | Recinto                |
| ---------------------------------- | ----------- | -------- | ------------------ | ----- | ---------------------- |
| HOH Twitch Television Championship | Willie Mack |          | 7 de abril de 2018 | 2660+ | New Orleans, Louisiana |